# امپراتور گونگ جین
امپراتور گونگ جین (۳۸۶ الی ۴۲۱) با نام شخصی سیما دِوِن واپسین امپراتور دودمان جین شرقی و خاندان سیما بود. او برادر امپراتور آن جین و پسر امپراتور شیائووو جین بود. او در سال ۴۱۹ سالی که برادرش امپراتور آن توسط نایب‌السلطنه‌اش لیو یو کشته شد بر تخت نشست. طی سالهای ۴۱۹ و ۴۲۰ میلادی که سیما دون امپراتور چین بود، تمام قدرت در دستان لیو یو بود و سیما دِوِن یک حاکم نمادین بود. در سال ۴۲۰ میلادی، لیو یو امپراتور گونگ را عزل، دودمان جین را سرنگون و دودمان لیو سونگ را ایجاد کرد. همچنین با نام امپراتور وو لیو سونگ تاجگذاری نمود.